# Ping洪泛攻击
Ping洪泛攻击（英語：ping flood）是一种简单的拒绝服务攻击，攻击者使用ICMP“回音请求”（ping）数据包压倒受害者。如果攻击者的带宽比受害者多（例如，攻击者使用DSL线路或者更快的光缆，而受害者使用拨号调制解调器），则最成功。攻击者希望受害者用ICMP“echo-reply”数据包进行响应，从而消耗传出带宽和传入带宽。如果目标系统足够慢，那么就有可能消耗足够长的CPU时间，因此用户就会注意到系统和正在运行的软件变得缓慢。
发起此类攻击的最有效的方法是调用带有flood选项的ping程序，因为指定flood选项的ping程序不会等待被ping主机的应答，从而以极快的速度发送大量ICMP数据包。在大多数的ping程序中，可以指定flood选项的用户必须具有相应的权限。